# 보국훈장
보국훈장(保國勳章, Order of National Security Merit)은 국가 안전보장에 뚜렷한 공을 세운 자에게 수여한다.

## 비판
상훈 기준이 엉망이라는 것에 있다. 아무리 뛰어난 공을 세워도 계급이 낮으면 최하위 등급인 광복장이 수여되는 반면 장성급 장교만 천수장 이상이 수여된다.
게다가 1962년에 독보적으로 많은 인원이 수여받았는데 전원 5.16 군사정변 유공자들이다. 한마디로 군사반란을 잘 도와줬다고 보국훈장이 수여되었다.

## 등급
- 1등급 통일장(統一章): 대장에게만 수여.
- 2등급 국선장(國仙章): 중장에게만 수여.
- 3등급 천수장(天授章): 소장과 준장에게 수여.
- 4등급 삼일장(三一章): 영관급 장교에게 수여.
- 5등급 광복장(光復章): 대위 이하에게 수여.

## 유명 수훈자

### 보국훈장 통일장
- 노태우
- 매슈 리지웨이 (1963-12-17)
- 신현돈 (1955년)
- 김관진

### 보국훈장 국선장
- 김신
- 이병호 (1940년)
- 최병혁 (1963년)
- 황대일

### 보국훈장 천수장
- 김록권
- 밥 호프 (1972-12-19)
- 류승민

### 보국훈장 광복장
- 채수근 (사후 수여)

## 같이 보기
- 대한민국의 상훈